# Xintete
Xintete är en ort i Mexiko.   Den ligger i kommunen Zacapala och delstaten Puebla, i den sydöstra delen av landet, 150 km sydost om huvudstaden Mexico City. Xintete ligger 1 467 meter över havet och antalet invånare är 119.
Terrängen runt Xintete är kuperad åt nordost, men åt sydväst är den platt. Runt Xintete är det glesbefolkat, med 19 invånare per kvadratkilometer. Närmaste större samhälle är San Sebastián Tenango, 18,3 km nordväst om Xintete. I omgivningarna runt Xintete växer huvudsakligen savannskog.